# スーザフォン

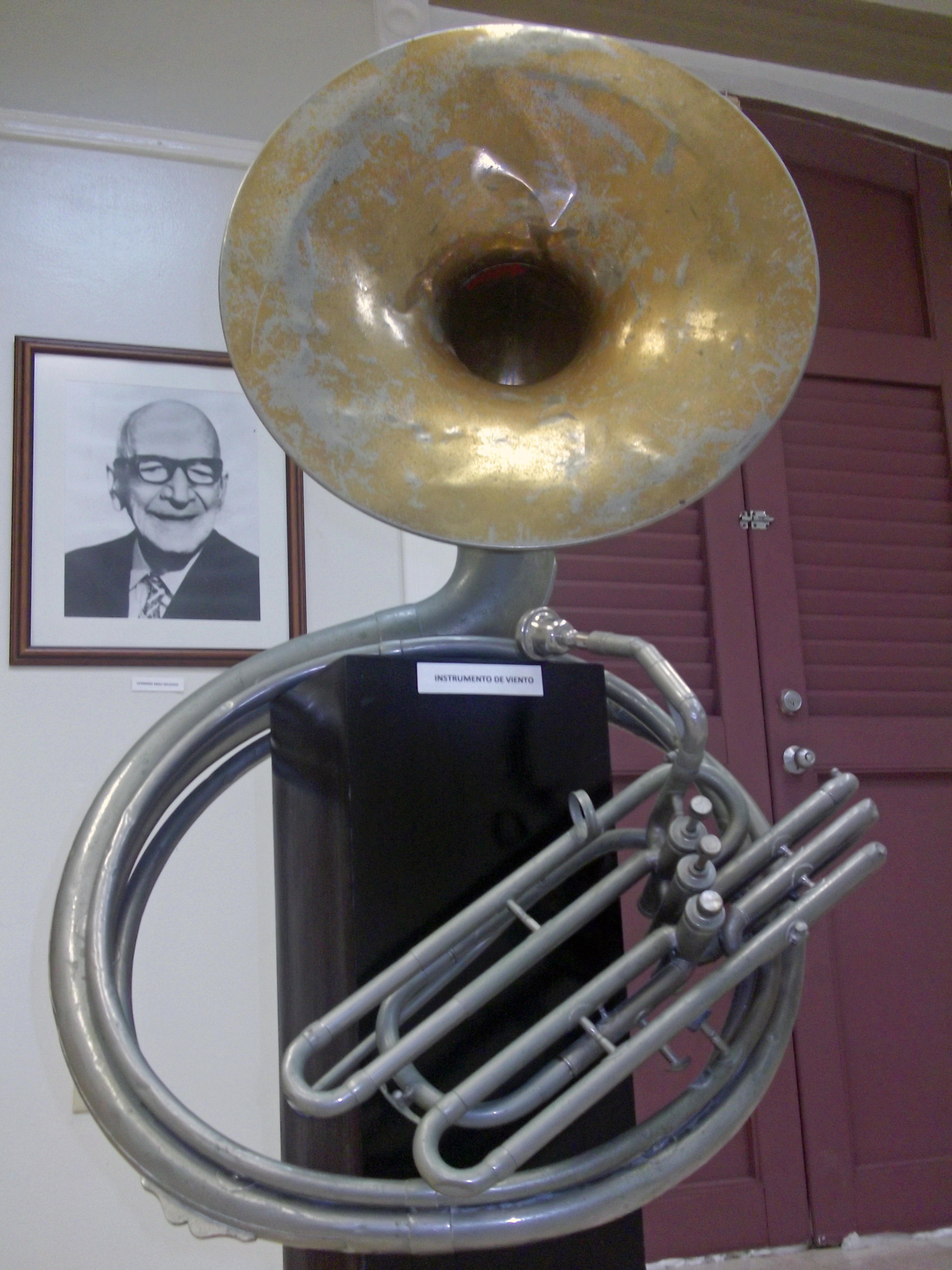
スーザフォン

スーザフォン（英: sousaphone）は、アメリカの作曲家ジョン・フィリップ・スーザによって考案された、大型のバルブ式低音金管楽器である。スーザホン、スーザホーン、スーザフォーンとも。

## 歴史
アメリカの作曲家ジョン・フィリップ・スーザが、1893年にジェームズ・ウェールズ・ペッパーにリクエストして造られた。

## 特徴
立奏を前提として設計されており、演奏者を中心として管は大きく円形に巻かれ、大きく開いた朝顔(ベル)は演奏者の後方から立ち上がりほぼ前方または上方を向く。袈裟懸け状に一方の肩に乗せて、チューバ奏者によって演奏される。
殆どのスーザフォンは、変ロ(B♭)調でピストン式の3本のバルブを備えるが、ごく稀には変ホ(E♭)調やハ(C)調のもの、そして、4バルブのスーザフォンも見られる。
ヘリコンと呼ばれる、米海兵隊バンドなどで使われていたチューバ/低音サクソルンから改良されたもので、ヘリコンの朝顔が小さく上向きで固定されているのに対して、スーザフォンでは大きく前方ないしは上方に開き、向きを変える事ができる。この朝顔部は収納及び運搬の便宜のために取り外すことも可能な構造となっている。また、ヘリコンにはロータリー・バルブのものも存在していたが、スーザフォンでこれを採用する事はまず無い。
演奏者の体力負担を軽減するため、1960年代以降、重量のかさむ真鍮に代えてより安価かつ軽量な繊維強化プラスチック(　)で楽器本体を製作する事が多くなった。また朝顔部にはABS樹脂を用いる事も多い。樹脂製の管体は真鍮製のものに比べ音色で劣るが、スーザフォンが求められる状況においては受容可能な範囲内にある。

## 演奏
スーザフォンはパレードやマーチングといった行進のほか、デキシーランド・ジャズなどで好んで用いられる。動きのある野外演奏を大前提として考案された楽器なので、立奏用のチューバと比べ楽器の保持が容易で長時間の演奏に適し、トランペットやクラリネットなどの小型の楽器とともに俊敏な動作もできる。
スーザフォンの大きく前を向いて開いた朝顔に、団体の名称や絵などを描き入れた薄い布を強く張って使うこともよくある。隊列の後方から放たれる重低音とともに、巨大な姿による圧倒的な存在感を観衆に示す。

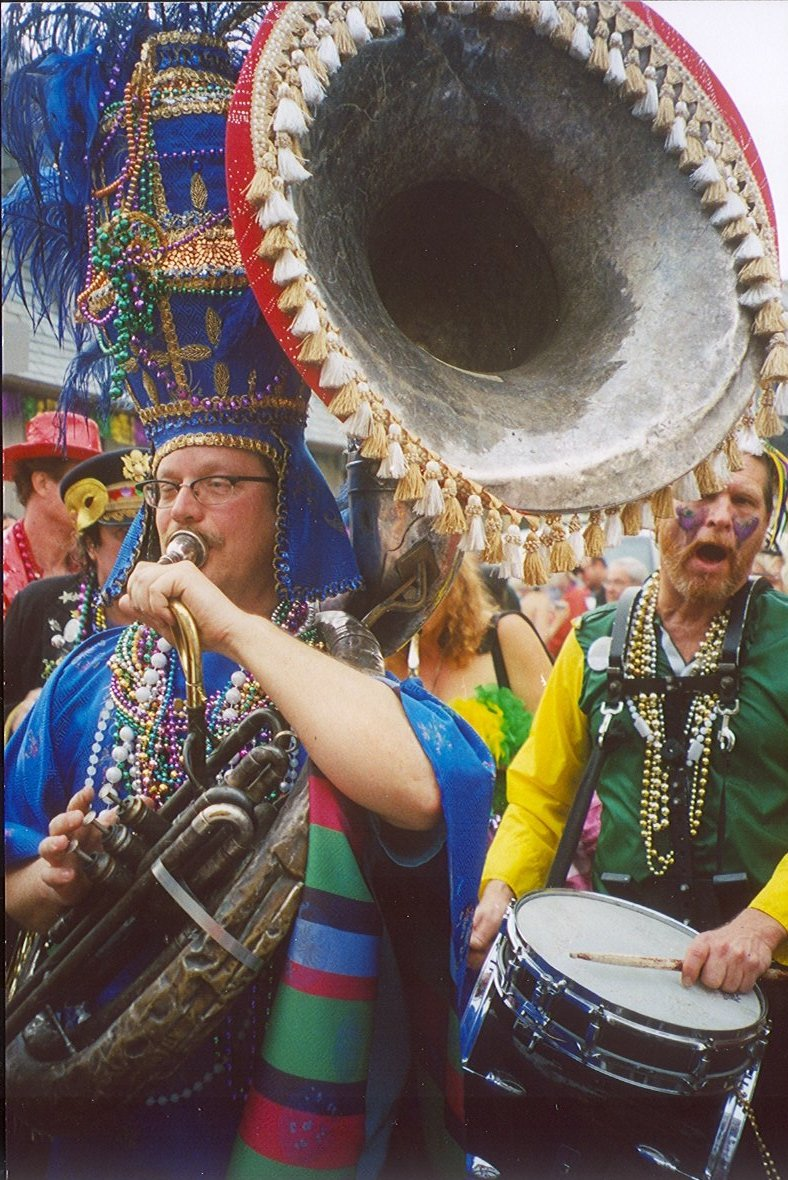
飾りのつけられたスーザフォン
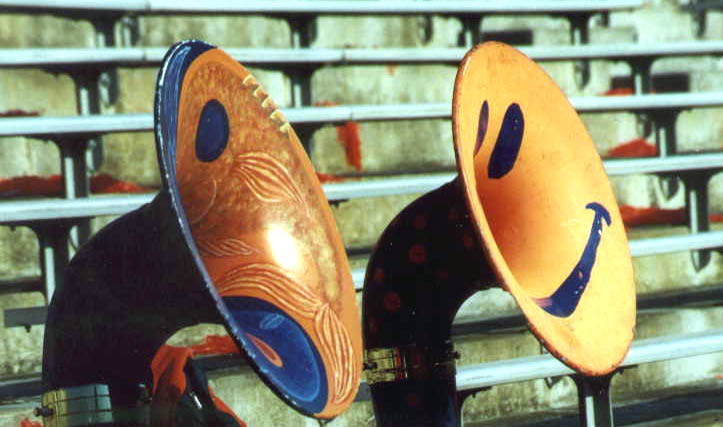
朝顔に模様が描かれたスーザフォン
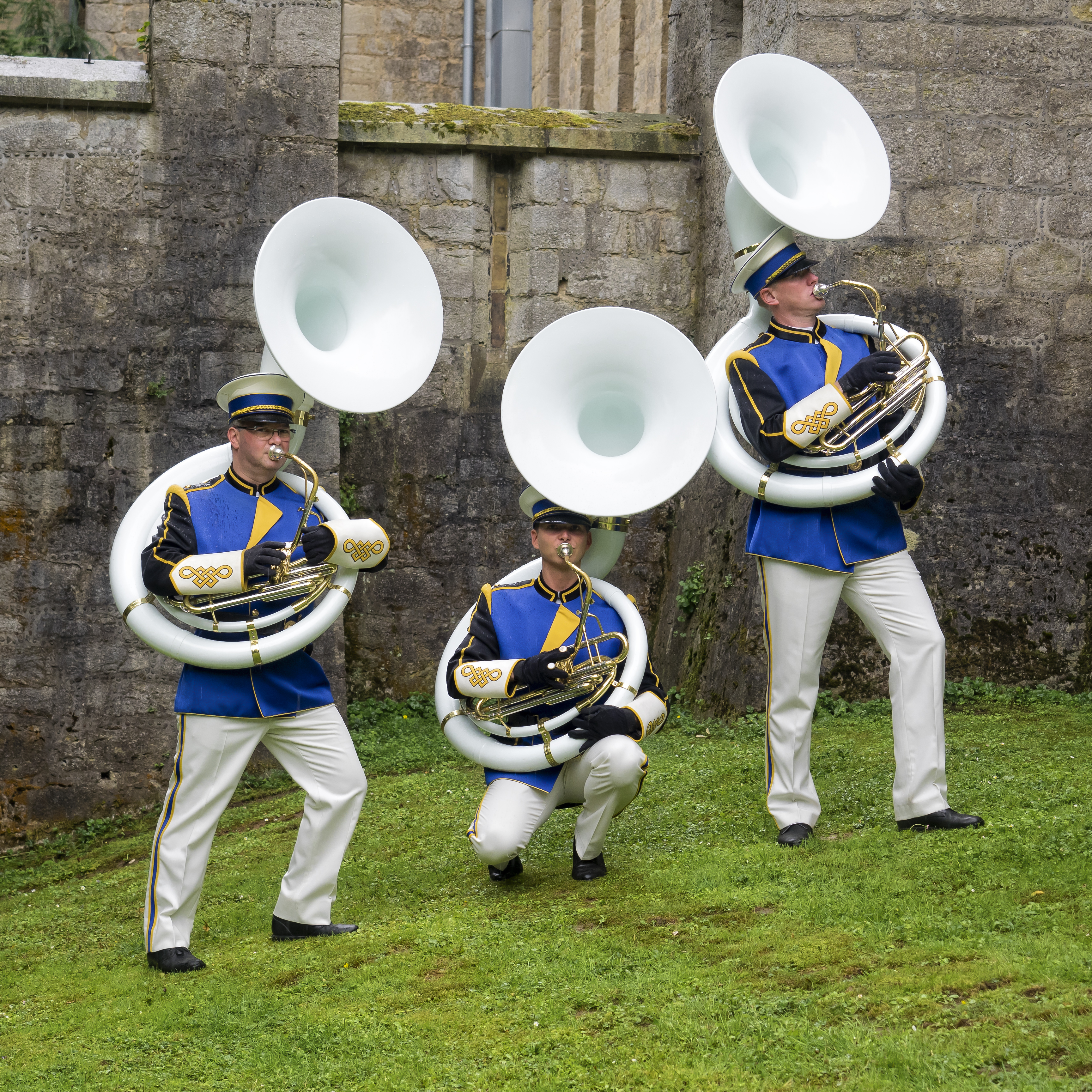
樹脂製のスーザフォン